# Sidney Blumenthal
Sidney Blumenthal (Chicago, 6 novembre 1948) è un giornalista e politico statunitense.

## Biografia
Nato a Chicago da Claire (nata Stone) e Hyman V. Blumenthal, Blumenthal ha iniziato a fare politica all'età di 12 anni come corriere per un capitano di seggio elettorale del Partito Democratico locale. Ha conseguito una laurea in sociologia presso la Brandeis University nel 1969. Ex assistente del presidente Bill Clinton, Blumenthal è un confidente di lunga data di Hillary Clinton, precedentemente impiegato dalla Clinton Foundation. Come giornalista, Blumenthal ha scritto di politica americana e di politica estera. È anche autore di una biografia in più volumi di Abraham Lincoln, The Political Life of Abraham Lincoln. Tre libri della prevista serie di cinque volumi sono già stati pubblicati: A Self-Made Man, Wrestling With His Angel e All the Powers of Earth. I volumi successivi sono stati pianificati per un secondo momento.
Blumenthal ha scritto per The Washington Post, Vanity Fair e The New Yorker, per il quale ha lavorato per un certo periodo come corrispondente da Washington della rivista e, per un breve periodo, è stato capo dell'ufficio di Salon, a Washington D.C. Collabora regolarmente con il sito openDemocracy ed è editorialista del Guardian. Dopo il 2000, ha scritto diversi saggi critici nei confronti dell'amministrazione di George W. Bush.

## Vita privata
Blumenthal vive a Washington, D.C. con sua moglie Jacqueline (nata Jordan). La coppia si è sposata nel 1976 e ha due figli, i giornalisti Max, editore del sito web The Grayzone, e Paul Blumenthal, uno scrittore politico per l'Huffington Post.

## Opinioni politiche
Blumenthal era molto critico nei confronti di George W. Bush e della sua amministrazione per l'uso della tortura, per aver rivelato l'identità di Valerie Plame come fonte della CIA e per la sua risposta all'uragano Katrina. Blumenthal ha elogiato Bill Clinton per il suo lavoro sul disegno di legge Brady e sull'Accordo nordamericano per il libero scambio. Secondo un articolo di Carl M. Cannon, Blumenthal è contrario alla pena capitale.

## Controversie

### Blumenthal v. Drudge
Blumenthal v. Drudge, 992 F.Supp. 44 (D.C.D.C., 1998), è stato un caso della Corte Distrettuale degli Stati Uniti per il Distretto di Columbia riguardante la diffamazione online e se un fornitore di servizi Internet ha una responsabilità legale per i commenti diffamatori fatti dai suoi utenti. La sentenza è diventata un precedente a sostegno delle tutele legali di cui godono le imprese online come previsto dalla Sezione 230 del Communications Decency Act, anche se ha sollevato questioni irrisolte sulle responsabilità legali dei giornalisti online.
Nell'agosto del 1997, Matt Drudge, autore e l'operatore del Drudge Report e dei primi siti di commenti di notizie e pettegolezzi politici su Internet che all'epoca era ospitato da America Online (AOL), riferì che Sidney Blumenthal era stato accusato di abusi coniugali contro sua moglie Jacqueline. Drudge ha prima inviato la storia via e-mail agli abbonati diretti del Drudge Report, e poi l'ha pubblicata sul sito AOL della pubblicazione. Drudge ha anche deriso le domande sul fatto che le sue storie fossero accurate o se ci si dovesse aspettare che lo fossero.
Il giorno seguente, gli avvocati che rappresentavano i Blumenthal presentarono una denuncia alla Corte Distrettuale di Washington contro Drudge e AOL per diffamazione, chiedendo 30 milioni di dollari di danni. Drudge scrisse immediatamente una ritrattazione e delle scuse pubbliche ai Blumenthal che pubblicò integralmente nel Drudge Report, ma i querelanti procedettero con la causa per diffamazione a prescindere. Drudge e AOL chiesero un giudizio abbreviato sulla base del fatto che la corte distrettuale non aveva giurisdizione personale sulla controversia, poiché Drudge gestiva il suo sito dalla sua casa in California mentre AOL era costituita in uno stato diverso. Drudge ha anche sostenuto che dovrebbe qualificarsi per le protezioni del Primo Emendamento garantite ai giornalisti.
Il tribunale distrettuale ha innanzitutto stabilito di avere giurisdizione personale sulla controversia, in base a precedenti come Zippo Manufacturing Co. v. Zippo Dot Com, Inc. in cui è stato stabilito che la disponibilità di un sito Web nel territorio di un tribunale soddisfaceva i contatti minimi per la giurisdizione. La giurisdizione era prevista anche dallo statuto del Distretto di Columbia perché le ferite erano state subite dai Blumenthal all'interno dell'area di Washington.
Pertanto, la mozione per archiviare il caso contro Drudge è stata respinta. Tuttavia, AOL ha avuto successo nella sua mozione di rigetto, a causa delle protezioni garantite contro la responsabilità legale per i fornitori di servizi Internet dalla Sezione 230 del Communications Decency Act. Tale protezione non era disponibile per Drudge in quanto autore del contenuto, e i Blumenthal hanno continuato la loro causa contro di lui. I Blumenthal e Drudge hanno raggiunto un accordo extragiudiziale nel 2001. Sidney Blumenthal in seguito affermò di essere stato costretto a ritirare la causa contro Drudge perché non poteva permettersi le crescenti spese legali.